# 何志立

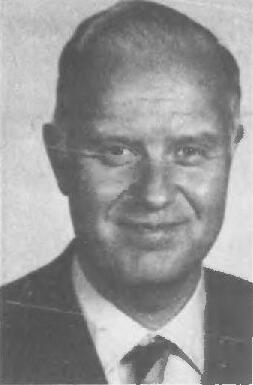
何志立

何志立（英語：John Herbert Holdridge，1924年8月21日—2001年7月12日），美國外交官。1971年，美國國家安全顧問基辛格與何志立等親華派秘密訪華。1972年美國總統尼克松訪問中國時，尼克松、基辛格、何志立與中國總理周恩來一同會談，何志立也是《上海公報》其中一位起草人。1971到1975年任美國駐北京聯絡處副主任，1975年至1978年任美國駐新加坡大使。1982年至1986年任美國駐印度尼西亞大使。